# Croton elskensii
.
Espèce
Classification APG II (2003)
Croton elskensii est une espèce de plantes à fleurs du genre Croton et de la famille des Euphorbiaceae, présente en République démocratique du Congo.